# Bill Schmidt
Bill Schmidt, född den 29 december 1947 i Muse, Pennsylvania, är en amerikansk friidrottare inom spjutkastning.
Han tog OS-brons i spjutkastning vid friidrottstävlingarna 1972 i München. 